# Krutiec (wołost Wiazjewskaja)
Krutiec (ros. Крутец) – wieś (ros. деревня, trb. dieriewnia) w zachodniej Rosji, w wołoscie Wiazjewskaja (osiedle wiejskie) rejonu diedowiczskiego w obwodzie pskowskim.

## Geografia
Miejscowość położona jest nad rzeką Gorodianka, 20 km od centrum administracyjnego osiedla wiejskiego (Pogostiszcze), 17 km od centrum administracyjnego rejonu (Diedowiczi), 116 km od stolicy obwodu (Psków).
W granicach miejscowości znajduje się 5 posesji.

## Demografia
W 2010 r. miejscowość zamieszkiwały 3 osoby.